# 阿加索尼西
阿加索尼西（希臘語：Αγαθονήσι），是希腊南愛琴大區卡利姆诺斯专区的市镇。行政中心为大霍里奥。市镇面积为14.5平方公里，2021年人口数量为202人。
阿加索尼西市镇包括阿加索尼西島及周边若干小岛。这些岛屿属于佐澤卡尼索斯群島。